# Parrocchie della diocesi di Bolzano-Bressanone
Le parrocchie della diocesi di Bolzano-Bressanone (in tedesco Pfarreien der Diözese Bozen-Brixen) sono 281 e sono distribuite in comuni e frazioni appartenenti alla provincia di Bolzano.

## Decanati
La diocesi è organizzata in venti decanati.

### Decanato di Bolzano-Sarentino
Comprende le parrocchie di lingua tedesca del comune di Bolzano (di queste, cinque fanno parte anche del decanato di Bolzano II) e le parrocchie dei comuni di Cornedo all'Isarco, Renon, San Genesio Atesino e Sarentino; non vi sono comprese le parrocchie delle frazioni San Valentino in Campo di Cornedo all'Isarco (dec. di Egna-Nova Ponente) e Valas di San Genesio Atesino (dec. di Terlano-Meltina). La popolazione del territorio ammonta a 74.236 unità.
| Parrocchia                                                | Patrono                       | Comune                                | Frazione/Quartiere  | Popolazione | Web |
| --------------------------------------------------------- | ----------------------------- | ------------------------------------- | ------------------- | ----------- | --- |
| Bolzano - Santa Maria Assunta (Bozen - Maria Himmelfahrt) | Santa Maria Assunta           | Bolzano                               | Centro Storico      | 14.094      |     |
| Aslago - Santa Geltrude (Haslach - hl. Gertraud)          | Santa Geltrude                | Bolzano                               | Aslago              | 3.700       |     |
| Auna di Sopra (Oberinn)                                   | San Leonardo                  | Renon                                 | Auna di Sopra       | 576         |     |
| Auna di Sotto (Unterinn)                                  | Santa Lucia                   | Renon                                 | Auna di Sotto       | 1.633       |     |
| Avigna (Afing)                                            | San Nicolò                    | San Genesio Atesino                   | Avigna              | 545         |     |
| Bolzano - Regina Pacis (Bozen - Königin des Friedens)     | Regina Pacis                  | Bolzano                               | Novacella           | 8.985       |     |
| Bolzano - San Giovanni Bosco (Bozen - hl. Johannes Bosco) | San Giovanni Bosco            | Bolzano                               | Don Bosco           | 14.075      |     |
| Bolzano - Cristo Re (Bozen - Christ König)                | Cristo Re                     | Bolzano                               | San Quirino         | 10.950      |     |
| Campodazzo (Atzwang)                                      | San Giuseppe                  | Renon                                 | Campodazzo          | 140         |     |
| Cardano (Kardaun)                                         | Maria Ausiliatrice            | Cornedo all'Isarco                    | Cardano             | 580         |     |
| Collepietra (Steinegg)                                    | Santi Pietro e Paolo apostoli | Cornedo all'Isarco                    | Collepietra         | 1.336       |     |
| Cornedo (Karneid)                                         | San Vito                      | Cornedo all'Isarco                    | Cornedo all'Isarco  | 517         |     |
| Gries (Gries)                                             | Sant'Agostino                 | Bolzano                               | Gries               | 11.652      |     |
| Longomoso (Lengmoos)                                      | Santa Maria Assunta           | Renon                                 | Longomoso           | 2.480       |     |
| Longostagno (Lengstein)                                   | Sant'Ottilia                  | Renon                                 | Longostagno         | 570         |     |
| Pennes (Pens)                                             | Santi Pietro e Paolo apostoli | Sarentino                             | Pennes di Dentro    | 750         |     |
| Prato all'Isarco (Blumau)                                 | Sant'Antonio di Padova        | Cornedo all'Isarco e Fiè allo Sciliar | Prato all'Isarco    | 842         |     |
| Rencio (Rentsch)                                          | San Lorenzo                   | Bolzano                               | Rencio              | 1.825       |     |
| San Genesio (Jenesien)                                    | San Genesio                   | San Genesio Atesino                   | San Genesio Atesino | 1.975       |     |
| San Martino (Reinswald)                                   | San Martino                   | Sarentino                             | San Martino         | 535         |     |
| Sarentino (Sarnthein)                                     | Santa Maria Assunta           | Sarentino                             | Sarentino           | 5.068       |     |
| Sonvigo (Aberstückl)                                      | San Bartolomeo apostolo       | Sarentino                             | Sonvigo             | 297         |     |
| Soprabolzano (Oberbozen)                                  | Santa Maria Assunta           | Renon                                 | Soprabolzano        | 1.414       |     |
| Valdurna (Durnholz)                                       | San Nicolò                    | Sarentino                             | Valdurna            | 252         |     |
| Vanga (Wangen)                                            | San Pietro apostolo           | Renon                                 | Vanga               | 395         |     |

### Decanato di Bolzano II
Comprende le parrocchie di lingua italiana del comune di Bolzano; di queste, cinque fanno al contempo parte del decanato di Bolzano-Sarentino. La popolazione del territorio ammonta a 90.472 unità.
| Parrocchia                                                                       | Patrono                                    | Comune  | Frazione/Quartiere | Popolazione | Web                                  |
| -------------------------------------------------------------------------------- | ------------------------------------------ | ------- | ------------------ | ----------- | ------------------------------------ |
| Aslago - San Paolo (Haslach - hl. Paul)                                          | San Paolo                                  | Bolzano | Aslago             | 2.300       |                                      |
| Bolzano - Beata Vergine Maria del Santissimo Rosario (Bozen-Oberau - Rosenkranz) | Beata Vergine Maria del Santissimo Rosario | Bolzano | Oltrisarco         | 5.585       |                                      |
| Bolzano - Cristo Re (Bozen - Christ König)                                       | Cristo Re                                  | Bolzano | San Quirino        | 10.950      |                                      |
| Bolzano - Regina Pacis (Bozen - Königin des Friedens)                            | Regina Pacis                               | Bolzano | Novacella          | 8.985       |                                      |
| Bolzano - Sacra Famiglia (Bozen - Hl. Familie)                                   | Sacra Famiglia                             | Bolzano | San Quirino        | 2.822       |                                      |
| Bolzano - San Giovanni Bosco (Bozen - hl. Johannes Bosco)                        | San Giovanni Bosco                         | Bolzano | Don Bosco          | 14.075      |                                      |
| Bolzano - Santa Maria Assunta (Bozen - Maria Himmelfahrt)                        | Santa Maria Assunta                        | Bolzano | Centro Storico     | 14.094      |                                      |
| Bolzano - San Pio X (Bozen - hl. Pius X)                                         | San Pio X                                  | Bolzano | San Pio X          | 8.500       |                                      |
| Bolzano - Tre Santi (Bozen - Dreiheiligen)                                       | Tre Santi                                  | Bolzano | Roen               | 6.560       | http://www.parrocchiatresanti.bz.it/ |
| Bolzano - Visitazione della Beata Vergine Maria (Bozen - Unsere Liebe Frau)      | Visitazione della Beata Vergine Maria      | Bolzano | Europa             | 16.060      |                                      |
| Firmian (Firmian)                                                                | Madre Teresa di Calcutta                   | Bolzano | Firmian            | 3.500       |                                      |
| Gries (Gries)                                                                    | Sant'Agostino                              | Bolzano | Gries              | 11.652      |                                      |
| Piani di Bolzano (Bozner Boden)                                                  | San Giuseppe                               | Bolzano | Piani di Bolzano   | 1.449       |                                      |

### Decanato di Bressanone-Rodengo
Comprende le parrocchie dei comuni di Bressanone, Fortezza, Luson, Naz-Sciaves, Rio di Pusteria, Rodengo e Varna. La popolazione del territorio ammonta a 33.008 unità.
| Parrocchia                                  | Patrono                            | Comune          | Frazione/Quartiere   | Popolazione | Web                            |
| ------------------------------------------- | ---------------------------------- | --------------- | -------------------- | ----------- | ------------------------------ |
| Bressanone (Brixen)                         | San Michele arcangelo              | Bressanone      | Bressanone           | 9.960       |                                |
| Albes (Albeins)                             | Santi Ermagora e Fortunato         | Bressanone      | Albes                | 670         |                                |
| Eores (Afers)                               | San Giorgio                        | Bressanone      | Eores                | 575         |                                |
| Fortezza (Franzensfeste)                    | Sacro Cuore di Gesù                | Fortezza        | Fortezza             | 982         |                                |
| Luson (Lüsen)                               | San Giorgio martire                | Luson           | Luson                | 1.526       |                                |
| Maranza (Meransen)                          | San Giacomo Maggiore apostolo      | Rio di Pusteria | Maranza              | 907         |                                |
| Mezzaselva (Mittewald)                      | San Martino                        | Fortezza        | Mezzaselva           | 260         |                                |
| Millan (Milland)                            | San Giuseppe Freinademetz          | Bressanone      | Millan               | 4.650       | http://www.pfarrei-milland.it/ |
| Naz (Natz)                                  | Santi Filippo e Giacomo apostoli   | Naz-Sciaves     | Naz                  | 1801        |                                |
| Varna (Abbazia di Novacella-Stift Neustift) | Santa Margherita vergine           | Varna           | Varna                | 810         |                                |
| Rio di Pusteria (Mühlbach)                  | Sant'Elena                         | Rio di Pusteria | Rio di Pusteria      | 1.200       |                                |
| Rodengo (Rodeneck)                          | Santa Maria Assunta                | Rodengo         | Rodengo              | 1.188       |                                |
| Sant'Andrea in Monte (St. Andrä)            | Sant'Andrea apostolo               | Bressanone      | Sant'Andrea in Monte | 1.657       |                                |
| Sarnes (Sarns)                              | San Sebastiano                     | Bressanone      | Sarnes               | 300         |                                |
| Scaleres (Schalders)                        | San Volfgango                      | Varna           | Scaleres             | 280         |                                |
| Scezze (Tschötsch)                          | Santi Giovanni Battista e Clemente | Bressanone      | Scezze               | 471         |                                |
| Sciaves (Schabs)                            | Santa Margherita                   | Naz-Sciaves     | Sciaves              | 1.397       |                                |
| Spinga (Spinges)                            | San Ruperto                        | Rio di Pusteria | Spinga               | 293         |                                |
| Tiles (Tils)                                | San Vito                           | Bressanone      | Tiles                | 470         |                                |
| Valles (Vals)                               | Sant'Andrea apostolo               | Rio di Pusteria | Valles               | 611         |                                |
| Varna (Vahrn)                               | San Giorgio                        | Varna           | Varna                | 3.000       |                                |

### Decanato di Brunico
Comprende le parrocchie dei comuni di Brunico, Chienes, Falzes, Perca, Rasun Anterselva, San Lorenzo di Sebato, Terento, Valdaora e Vandoies. La popolazione del territorio ammonta a 37.190 unità.
| Parrocchia                              | Patrono                                      | Comune                | Frazione/Quartiere    | Popolazione | Web |
| --------------------------------------- | -------------------------------------------- | --------------------- | --------------------- | ----------- | --- |
| Brunico (Bruneck)                       | Santa Maria Assunta                          | Brunico               | Brunico               | 8.860       |     |
| Anterselva di Mezzo (Antholz-Mittertal) | San Giorgio                                  | Rasun Anterselva      | Anterselva di Mezzo   | 828         |     |
| Anterselva di Sotto (Antholz-Niedertal) | Santa Valpurga                               | Rasun Anterselva      | Anterselva di Sotto   | 430         |     |
| Casteldarne (Ehrenburg)                 | Santa Maria Assunta                          | Chienes               | Casteldarne           | 1.100       |     |
| Chienes (Kiens)                         | Santi Pietro e Paolo apostoli                | Chienes               | Chienes               | 1.200       |     |
| Falzes (Pfalzen)                        | San Ciriaco                                  | Falzes                | Falzes                | 2.700       |     |
| Fundres (Pfunders)                      | San Martino                                  | Vandoies              | Fundres               | 670         |     |
| Mantana (Montal)                        | Santa Margherita                             | San Lorenzo di Sebato | Mantana               | 508         |     |
| Onies (Onach)                           | San Giacomo Maggiore apostolo                | San Lorenzo di Sebato | Onies                 | 272         |     |
| Perca (Percha)                          | San Cassiano                                 | Perca                 | Perca                 | 1.145       |     |
| Rasun di Sopra (Oberrasen)              | Sant'Andrea apostolo                         | Rasun Anterselva      | Rasun di Sopra        | 691         |     |
| Rasun di Sotto (Niederrasen)            | San Giovanni evangelista apostolo            | Rasun Anterselva      | Rasun di Sotto        | 830         |     |
| Riscone (Reischach)                     | Santi Pietro e Paolo apostoli                | Brunico               | Riscone               | 1.648       |     |
| San Giorgio (St. Georgen)               | San Giorgio                                  | Brunico               | San Giorgio           | 2.164       |     |
| San Lorenzo di Sebato (St. Lorenzen)    | San Lorenzo Martire                          | San Lorenzo di Sebato | San Lorenzo di Sebato | 3.026       |     |
| San Sigismondo (St. Sigmund)            | Santi Sigismondo e Giacomo Maggiore apostolo | Chienes               | San Sigismondo        | 650         |     |
| Sorafurcia (Geiselsberg)                | San Volfgango                                | Valdaora              | Sorafurcia            | 385         |     |
| Stegona (Stegen)                        | San Nicolò                                   | Brunico               | Stegona               | 1.544       |     |
| Teodone (Dietenheim)                    | San Giacomo Maggiore apostolo                | Brunico               | Teodone               | 749         |     |
| Terento (Terenten)                      | San Giorgio                                  | Terento               | Terento               | 1.700       |     |
| Valdaora di Sopra (Oberolang)           | Santa Maria Assunta                          | Valdaora              | Valdaora di Sopra     | 726         |     |
| Valdaora di Sotto (Niederolang)         | Santi Pietro apostolo e Agnese               | Valdaora              | Valdaora di Sotto     | 999         |     |
| Vallarga (Weitental)                    | San Tommaso apostolo                         | Vandoies              | Vallarga              | 948         |     |
| Vandoies di Sopra (Obervintl)           | San Nicolò                                   | Vandoies              | Vandoies di Sopra     | 649         |     |
| Vandoies di Sotto (Niedervintl)         | Annunciazione della Beata Vergine Maria      | Vandoies              | Vandoies di Sotto     | 1.980       |     |
| Vila di Sopra (Oberwielenbach)          | San Nicolò                                   | Perca                 | Vila di Sopra         | 329         |     |
| Villa Santa Caterina (Aufhofen)         | Santa Caterina                               | Brunico               | Villa Santa Caterina  | 459         |     |

### Decanato di Caldaro-Termeno
Comprende le parrocchie dei comuni di Appiano sulla Strada del Vino, Caldaro sulla Strada del Vino, Cortaccia sulla Strada del Vino, Cortina sulla Strada del Vino, Magrè sulla Strada del Vino e Termeno sulla Strada del Vino. La popolazione del territorio ammonta a 29.538 unità.
| Parrocchia                | Patrono                       | Comune                                                        | Frazione/Quartiere              | Popolazione | Web |
| ------------------------- | ----------------------------- | ------------------------------------------------------------- | ------------------------------- | ----------- | --- |
| Caldaro (Kaltern)         | Santa Maria Assunta           | Caldaro sulla Strada del Vino                                 | Caldaro sulla Strada del Vino   | 7.739       |     |
| Cornaiano (Girlan)        | San Martino                   | Appiano sulla Strada del Vino                                 | Cornaiano                       | 2.736       |     |
| Corona (Graun)            | San Giorgio                   | Cortaccia sulla Strada del Vino                               | Corona                          | 256         |     |
| Cortaccia (Kurtatsch)     | San Vigilio                   | Cortaccia sulla Strada del Vino                               | Cortaccia sulla Strada del Vino | 1560        |     |
| Cortina (Kurtinig)        | San Martino Vescovo           | Cortina sulla Strada del Vino                                 | Cortina sulla Strada del Vino   | 636         |     |
| Favogna (Fennberg)        | San Leonardo                  | Cortaccia sulla Strada del Vino e Magrè sulla Strada del Vino | Favogna                         | 70          |     |
| Frangarto (Frangart)      | San Giuseppe                  | Appiano sulla Strada del Vino                                 | Frangarto                       | 854         |     |
| Magrè (Margreid)          | Santa Geltrude                | Magrè sulla Strada del Vino                                   | Magrè sulla Strada del Vino     | 1.150       |     |
| Penone (Penon)            | San Nicolò                    | Cortaccia sulla Strada del Vino                               | Penone                          | 377         |     |
| Predonico (Perdonig)      | Santi Vigilio e Sant'Udalrico | Appiano sulla Strada del Vino                                 | Perdonico                       | 193         |     |
| San Michele (St. Michael) | San Michele arcangelo         | Appiano sulla Strada del Vino                                 | San Michele                     | 7.424       |     |
| San Paolo (St. Pauls)     | Conversione di San Paolo      | Appiano sulla Strada del Vino                                 | San Paolo                       | 3.239       |     |
| Termeno (Tramin)          | Santi Quirico e Giulitta      | Termeno sulla Strada del Vino                                 | Termeno sulla Strada del Vino   | 3.304       |     |

### Decanato di Chiusa-Castelrotto
Comprende le parrocchie dei comuni di Barbiano, Castelrotto, Chiusa, Fiè allo Sciliar, Funes, Laion, Ponte Gardena, Tires, Velturno e Villandro; non vi sono comprese le parrocchie delle frazioni Bulla di Castelrotto (dec. Val Gardena) e Prato all'Isarco di Fiè allo Sciliar (dec. di Bolzano-Sarentino). La popolazione del territorio ammonta a 26.214 unità.
| Parrocchia                            | Patrono                         | Comune           | Frazione/Quartiere | Popolazione | Web |
| ------------------------------------- | ------------------------------- | ---------------- | ------------------ | ----------- | --- |
| Castelrotto (Kastelruth)              | Santi Pietro e Paolo apostoli   | Castelrotto      | Castelrotto        | 3.246       |     |
| Chiusa (Klausen)                      | Sant'Andrea apostolo            | Chiusa           | Chiusa             | 2.495       |     |
| Aica di Fiè (Völser Aicha)            | San Giovanni Battista           | Fiè allo Sciliar | Aica di Sopra      | 583         |     |
| Barbiano (Barbian)                    | San Giacomo Maggiore apostolo   | Barbiano         | Barbiano           | 1.107       |     |
| Colma (Kollmann)                      | Santissima Trinità              | Barbiano         | Colma              | 435         |     |
| Fiè allo Scilliar (Völs am Schlern)   | Santa Maria Assunta             | Fiè allo Sciliar | Fiè allo Sciliar   | 2.767       |     |
| Funes (Villnöß)                       | Santi Pietro e Paolo apostoli   | Funes            | Funes              | 1.933       |     |
| Gudon (Gufidaun)                      | San Martino                     | Chiusa           | Gudon              | 545         |     |
| Laion (Lajen)                         | Santo Stefano martire           | Laion            | Laion              | 1.903       |     |
| Lazfons (Latzfons)                    | San Giacomo Maggiore apostolo   | Chiusa           | Lazfons            | 2.171       |     |
| Ponte Gardena (Waidbruck)             | Beata Vergine Maria e San Jodok | Ponte Gardena    | Ponte Gardena      | 621         |     |
| San Pietro di Laion (St. Peter-Lajen) | San Pietro apostolo             | Laion            | San Pietro         | 377         |     |
| Siusi allo Scilliar (Seis am Schlern) | Santa Croce                     | Castelrotto      | Siusi allo Sciliar | 2.100       |     |
| Tires (Tiers)                         | San Giorgio                     | Tires            | Tires              | 975         |     |
| Tiso (Teis)                           | Sacro Cuore di Gesù             | Funes            | Tiso               | 617         |     |
| Velturno (Feldthurns)                 | Santa Maria Assunta             | Velturno         | Veltrurno          | 2.447       |     |
| Villandro (Villanders)                | Santo Stefano martire           | Villandro        | Villandro          | 1.892       |     |

### Decanato di Egna-Nova Ponente
Comprende le parrocchie dei comuni di Aldino, Anterivo, Egna, Montagna sulla Strada del Vino, Nova Levante, Nova Ponente, Ora, Salorno e Trodena nel parco naturale e della frazione San Valentino in Campo di Cornedo all'Isarco. La popolazione del territorio ammonta a 22.698 unità.
| Parrocchia                      | Patrono                                                         | Comune                         | Frazione/Quartiere         | Popolazione | Web |
| ------------------------------- | --------------------------------------------------------------- | ------------------------------ | -------------------------- | ----------- | --- |
| Egna (Neumarkt)                 | San Nicolò                                                      | Egna                           | Egna                       | 3.744       |     |
| Nova Ponente (Deutschnofen)     | Santi Udalrico e Volfgango                                      | Nova Ponente                   | Nova Ponente               | 2.120       |     |
| Aldino (Aldein)                 | Invenzione della Santa Croce, San Giacomo Maggiore e Sant'Elena | Aldino                         | Aldino                     | 1.378       |     |
| Anterivo (Altrei)               | Santa Caterina                                                  | Anterivo                       | Anterivo                   | 400         |     |
| Ega (Eggen)                     | San Nicolò                                                      | Nova Ponente                   | Ega                        | 1.011       |     |
| Laghetti (Laag)                 | San Lorenzo martire e Immacolata Concezione                     | Egna                           | Laghetti                   | 1.263       |     |
| Montagna (Montan)               | San Bartolomeo apostolo                                         | Montagna sulla Strada del Vino | Montagna                   | 1652        |     |
| Monte San Pietro (Petersberg)   | San Pietro apostolo                                             | Nova Ponente                   | Monte San Pietro           | 660         |     |
| Nova Levante (Welschnofen)      | Santi Ingenuino e Albuino                                       | Nova Levante                   | Nova Levante               | 1.900       |     |
| Ora (Auer)                      | Madonna del Rosario                                             | Ora                            | Ora                        | 3.557       |     |
| Pochi (Buchholz)                | Sant'Orsola                                                     | Salorno                        | Pochi                      | 663         |     |
| Redagno (Radein)                | San Volfgango                                                   | Aldino                         | Redagno                    | 310         |     |
| San Lugano                      | Lucano di Sabiona                                               | Trodena nel parco naturale     | San Lugano                 | 186         |     |
| San Valentino in Campo (Gummer) | San Valentino                                                   | Cornedo all'Isarco             | San Valentino in Campo     | 545         |     |
| Trodena (Truden)                | San Biagio                                                      | Trodena nel parco naturale     | Trodena nel parco naturale | 691         |     |
| Salorno (Salurn)                | Sant'Andrea apostolo                                            | Salorno                        | Salorno                    | 2.618       |     |

### Decanato di Laives
Comprende le parrocchie dei comuni di Bronzolo, Laives e Vadena. La popolazione del territorio ammonta a 22.741 unità.
| Parrocchia                                   | Patrono                         | Comune           | Frazione/Quartiere | Popolazione | Web |
| -------------------------------------------- | ------------------------------- | ---------------- | ------------------ | ----------- | --- |
| Laives (Leifers)                             | Sant'Antonio Abate e San Nicolò | Laives           | Laives             | 11.547      |     |
| La Costa (Seit)                              | Beato Enrico da Bolzano         | Laives           | La Costa           | 93          |     |
| Bronzolo (Branzoll)                          | Sacro Cuore di Gesù             | Bronzolo         | Bronzolo           | 2.650       |     |
| Vadena (Pfatten)                             | Maria Maddalena                 | Vadena           | Vadena             | 744         |     |
| Pineta (Steinmannwald)                       | San Giuseppe lavoratore         | Laives           | Pineta             | 2.068       |     |
| San Giacomo di Bolzano (St. Jakob bei Bozen) | San Giacomo                     | Laives e Bolzano | San Giacomo        | 5.639       |     |

### Decanato di Lana-Tesimo
Comprende le parrocchie dei comuni di Cermes, Lana, Lauregno, Proves, Senale-San Felice, San Pancrazio, Tesimo e Ultimo. La popolazione del territorio ammonta a 21.038 unità.
| Parrocchia                          | Patrono                   | Comune            | Frazione/Quartiere | Popolazione | Web |
| ----------------------------------- | ------------------------- | ----------------- | ------------------ | ----------- | --- |
| Lana (Lana)                         | Assunzione di Maria       | Lana              | Lana               | 10.912      |     |
| Tesimo (Tisens)                     | Assunzione di Maria       | Tesimo            | Tesimo             | 1.857       |     |
| Cermes (Tscherms)                   | Santi Sebastiano e Nicolò | Cermes            | Cermes             | 1.345       |     |
| Foiana (Völlan)                     | San Severino              | Lana              | Foiana             | 1.010       |     |
| Lauregno (Laurein)                  | San Vito                  | Lauregno          | Lauregno           | 360         |     |
| Proves (Proveis)                    | San Nicolò                | Proves            | Proves             | 270         |     |
| San Felice (St. Felix)              | San Felice                | Senale-San Felice | San Felice         | 459         |     |
| Santa Geltrude (St. Gertraud)       | Santa Geltrude            | Ultimo            | Santa Geltrude     | 383         |     |
| San Nicolò (St. Nikolaus)           | Santi Nicolò e Lorenzo    | Ultimo            | San Nicolò         | 835         |     |
| San Pancrazio (St. Pankraz)         | San Pancrazio             | San Pancrazio     | San Pancrazio      | 1.457       |     |
| Ultimo (St. Walburg in Ulten)       | Santa Valburga            | Ultimo            | Santa Valburga     | 1.795       |     |
| Senale (Unsere Liebe Frau im Walde) | Assunzione di Maria       | Senale-San Felice | Senale             | 355         |     |

### Decanato di Malles
Comprende le parrocchie dei comuni di Curon Venosta, Glorenza, Malles Venosta, Prato allo Stelvio, Sluderno, Stelvio e Tubre. La popolazione del territorio ammonta a 15.920 unità.
| Parrocchia                                           | Patrono                                         | Comune             | Frazione/Quartiere          | Popolazione | Web |
| ---------------------------------------------------- | ----------------------------------------------- | ------------------ | --------------------------- | ----------- | --- |
| Malles (Mals)                                        | Assunzione di Maria                             | Malles Venosta     | Malles                      | 1.918       |     |
| Burgusio (Burgeis)                                   | Immacolata Concezione della Beata Maria Vergine | Malles Venosta     | Burgusio                    | 859         |     |
| Clusio (Schneis)                                     | San Lorenzo                                     | Malles Venosta     | Clusio                      | 359         |     |
| Curon Venosta (Graun im Vinschgau)                   | Santa Caterina                                  | Curon Venosta      | Curon Venosta               | 377         |     |
| Glorenza (Glurns)                                    | San Pancrazio                                   | Glorenza           | Glorenza                    | 889         |     |
| Laudes (Laatsch)                                     | San Lucio                                       | Malles Venosta     | Laudes                      | 603         |     |
| Mazia (Matsch)                                       | San Florin di Remüs                             | Malles Venosta     | Mazia                       | 473         |     |
| Montechiaro (Lichtenberg)                            | Santissima Trinità                              | Prato allo Stelvio | Montechiaro                 | 406         |     |
| Planol (Planeil)                                     | San Nicolò                                      | Malles Venosta     | Planol                      | 254         |     |
| Prato allo Stelvio-Agumes (Prad-Agums)               | Beata Vergine Maria Regina                      | Prato allo Stelvio | Prato allo Stelvio e Agumes | 3.067       |     |
| Resia (Reschen)                                      | San Sebastiano                                  | Curon Venosta      | Resia                       | 751         |     |
| San Valentino alla Muta (St. Valentin auf der Haide) | San Valentino                                   | Curon Venosta      | San Valentino alla Muta     | 873         |     |
| Slingia (Schlinig)                                   | Sant'Antonio abate                              | Malles Venosta     | Slingia                     | 118         |     |
| Sluderno (Schluderns)                                | Santa Caterina                                  | Sluderno           | Sluderno                    | 1.842       |     |
| Solda (Sulden)                                       | Santa Geltrude                                  | Stelvio            | Solda                       | 415         |     |
| Stelvio (Stilfs)                                     | Sant'Udalrico                                   | Stelvio            | Stelvio                     | 740         |     |
| Tarces (Tartsch)                                     | Sant'Andrea apostolo                            | Malles Venosta     | Tarces                      | 464         |     |
| Trafoi (Trafoi)                                      | Visitazione della Beata Maria Vergine           | Stelvio            | Trafoi                      | 75          |     |
| Tubre (Taufers im Münstertal)                        | San Biagio                                      | Tubre              | Tubre                       | 990         |     |
| Vallelunga (Langtaufers)                             | Santi Martino e Nicolò                          | Curon Venosta      | Vallelunga                  | 447         |     |

### Decanato di Merano-Passiria
Comprende le parrocchie in lingua tedesca del comune di Merano (di queste, tre fanno parte anche del decanato di Merano II)  Avelengo, Caines, Lagundo, Marlengo, Moso in Passiria, Postal, Rifiano, San Leonardo in Passiria, San Martino in Passiria, Scena e Tirolo. La popolazione del territorio ammonta a 55.774 unità.
| Parrocchia                                               | Patrono                           | Comune                   | Frazione/Quartiere       | Popolazione | Web |
| -------------------------------------------------------- | --------------------------------- | ------------------------ | ------------------------ | ----------- | --- |
| Merano (Meran)                                           | San Nicolò                        | Merano                   | Merano                   | 6.181       |     |
| Avelengo (Hafling)                                       | Natività di San Giovanni Battista | Avelengo                 | Avelengo                 | 741         |     |
| Caines (Kuens)                                           | Santi Maurizio e Corbiniano       | Caines                   | Caines                   | 400         |     |
| Corvara in Passiria (Rabenstein)                         | Sacro Cuore di Gesù               | Moso in Passiria         | Corvara                  | 247         |     |
| Lagundo (Algund)                                         | San Giuseppe                      | Lagundo                  | Lagundo                  | 4.700       |     |
| Maia Alta (Obermais)                                     | San Giorgio                       | Merano                   | Maia Alta                | 5.000       |     |
| Maia Bassa (Untermais)                                   | San Vigilio                       | Merano                   | Maia Bassa               | 8.500       |     |
| Marlengo (Marling)                                       | Assunzione di Maria               | Marlengo                 | Marlengo                 | 2.305       |     |
| Merano - Santa Maria Assunta (Meran - Maria Himmelfahrt) | Assunzione di Maria               | Merano                   | Merano                   | 7.276       |     |
| Moso in Passiria (Moos)                                  | Assunzione di Maria               | Moso in Passiria         | Moso in Passiria         | 630         |     |
| Passo di Passiria (Schweinsteg)                          | Sant'Orsola                       | San Leonardo in Passiria | Passo                    | 236         |     |
| Plan (Pfelders)                                          | Maria Ausiliatrice                | Moso in Passiria         | Plan                     | 243         |     |
| Plata (Platt)                                            | Santi Orsola e Sebastiano         | Moso in Passiria         | Plata                    | 616         |     |
| Postal (Burgstall)                                       | Esaltazione della Santa Croce     | Postal                   | Postal                   | 1.750       |     |
| Quarazze (Gratsch)                                       | San Pietro apostolo               | Merano                   | Quarazze                 | 600         |     |
| Rifiano (Riffian)                                        | Maria Addolorata                  | Rifiano                  | Rifiano                  | 1.346       |     |
| San Leonardo in Passiria (St. Leonhard in Passeier)      | San Leonardo                      | San Leonardo in Passiria | San Leonardo in Passiria | 2.950       |     |
| San Martino in Passiria (St. Martin in Passeier)         | San Martino                       | San Martino in Passiria  | San Martino in Passiria  | 3.504       |     |
| Scena (Schenna)                                          | Assunzione di Maria               | Scena                    | Scena                    | 2.200       |     |
| Sinigo (Sinich)                                          | San Giusto                        | Merano                   | Sinigo                   | 2.950       |     |
| Stulles (Stuls)                                          | San Giuseppe                      | Moso in Passiria         | Stulles                  | 429         |     |
| Talle (Tall)                                             | Giovanni e Paolo                  | Scena                    | Talle                    | 204         |     |
| Tirolo (Tirol)                                           | Natività di San Giovanni Battista | Tirolo                   | Tirolo                   | 2.005       |     |
| Valtina (Walten)                                         | Antonio di Padova                 | San Leonardo in Passiria | Valtina                  | 328         |     |
| Verdines (Verdins)                                       | Esaltazione della Santa Croce     | Scena                    | Verdines                 | 433         |     |

### Decanato di Merano II
Comprende le parrocchie di lingua italiana del comune di Merano; di queste, tre fanno al contempo parte del decanato di Merano-Passiria. La popolazione del territorio ammonta a 22.626 unità.
| Parrocchia                                               | Patrono             | Comune | Frazione/Quartiere | Popolazione | Web |
| -------------------------------------------------------- | ------------------- | ------ | ------------------ | ----------- | --- |
| Maia Bassa (Untermais)                                   | San Vigilio         | Merano | Maia Bassa         | 8.500       |     |
| Merano - Santa Maria Assunta (Meran - Maria Himmelfahrt) | Assunzione di Maria | Merano | Merano             | 7.276       |     |
| Merano - Santo Spirito (Meran - Heiliggeist)             | Santo Spirito       | Merano | Merano             | 3.900       |     |
| Sinigo (Sinich)                                          | San Giusto          | Merano | Sinigo             | 2.950       |     |

### Decanato di Naturno
Comprende le parrocchie dei comuni di Castelbello-Ciardes, Naturno, Parcines, Plaus e Senales. La popolazione del territorio ammonta a 13.103 unità.
| Parrocchia                                 | Patrono                       | Comune              | Frazione/Quartiere    | Popolazione | Web |
| ------------------------------------------ | ----------------------------- | ------------------- | --------------------- | ----------- | --- |
| Naturno (Naturns)                          | Zeno di Verona                | Naturno             | Naturno               | 5.091       |     |
| Certosa (Karthaus)                         | Sant'Anna                     | Senales             | Certosa               | 310         |     |
| Ciardes (Tschars)                          | San Martino                   | Castelbello-Ciardes | Ciardes               | 1.427       |     |
| Madonna di Senales (Unser Frau in Schnals) | Assunzione di Maria           | Senales             | Madonna               | 750         |     |
| Maragno-Castelbello (Marein-Kastelbell)    | Sant'Andrea apostolo          | Castelbello-Ciardes | Maragno e Castelbello | 931         |     |
| Monte Santa Caterina (Katharinaberg)       | Santa Caterina                | Senales             | Monte Santa Caterina  | 320         |     |
| Parcines (Partschins)                      | Santi Pietro e Paolo apostoli | Parcines            | Parcines              | 1.842       |     |
| Plaus (Plaus)                              | Sant'Udalrico                 | Plaus               | Plaus                 | 619         |     |
| Rablà (Rabland)                            | Giacomo il Maggiore           | Naturno e Parcines  | Rablà                 | 1.513       |     |
| Tablà (Tabland)                            | San Nicolò                    | Naturno e Parcines  | Tablà                 | 300         |     |

### Decanato di San Candido-Dobbiaco
Comprende le parrocchie dei comuni di Braies, Dobbiaco, Monguelfo-Tesido, San Candido, Sesto, Valle di Casies e Villabassa. La popolazione del territorio ammonta a 15.652 unità.
| Parrocchia                                         | Patrono                       | Comune           | Frazione/Quartiere  | Popolazione | Web |
| -------------------------------------------------- | ----------------------------- | ---------------- | ------------------- | ----------- | --- |
| San Candido (Innichen)                             | Arcangelo Michele             | San Candido      | San Candido         | 2.459       |     |
| Dobbiaco (Toblach)                                 | Giovanni Battista             | Dobbiaco         | Dobbiaco            | 2.847       |     |
| Colle in Casies (Pichl in Gsies)                   | San Nicolò                    | Valle di Casies  | Colle               | 750         |     |
| Monguelfo (Welsberg)                               | Santa Margherita              | Monguelfo-Tesido | Monguelfo           | 1.481       |     |
| Prato alla Drava (Winnebach)                       | San Nicolò                    | San Candido      | Prato alla Drava    | 392         |     |
| Santa Maddalena in Casies (St. Magdalena in Gsies) | Santa Maddalena               | Valle di Casies  | Santa Maddalena     | 683         |     |
| San Martino in Casies (St. Martin in Gsies)        | San Martino Vescovo           | Valle di Casies  | San Martino         | 829         |     |
| San Vito in Braies (St. Veit in Prags)             | San Vito                      | Braies           | San Vito            | 142         |     |
| Sesto (Sexten)                                     | Santi Pietro e Paolo apostoli | Sesto            | centro e Moso       | 1.950       |     |
| Tesido (Taisten)                                   | Santi Ingenuino e Albuino     | Monguelfo-Tesido | Tesido              | 1.230       |     |
| Valle San Silvestro (Wahlen)                       | San Nicolò                    | Dobbiaco         | Valle San Silvestro | 490         |     |
| Versciaco (Vierschach)                             | Santa Maddalena               | San Candido      | Versciaco           | 387         |     |
| Villabassa (Niederdorf)                            | Stefano protomartire          | Villabassa       | Villabassa          | 2.012       |     |

### Decanato di Silandro
Comprende le parrocchie dei comuni di Lasa, Laces, Martello e Silandro. La popolazione del territorio ammonta a 16.004 unità.
| Parrocchia            | Patrono                            | Comune   | Frazione/Quartiere | Popolazione | Web |
| --------------------- | ---------------------------------- | -------- | ------------------ | ----------- | --- |
| Silandro (Schlanders) | Assunzione di Maria                | Silandro | Silandro           | 4.886       |     |
| Cengles (Tschengls)   | Natività della Beata Vergine Maria | Lasa     | Cengles            | 486         |     |
| Coldrano (Goldrain)   | San Lucio                          | Laces    | Coldrano           | 1.032       |     |
| Corces (Kortsch)      | Natività di San Giovanni Battista  | Silandro | Corces             | 1.139       |     |
| Laces (Latsch)        | San Pietro e San Paolo             | Laces    | Laces              | 2.729       |     |
| Lasa (Laas)           | San Giovanni Battista              | Lasa     | Lasa               | 2.438       |     |
| Martello (Martell)    | Santa Valburga                     | Martello | Martello           | 882         |     |
| Morter (Morter)       | San Dionisio                       | Laces    | Morter             | 744         |     |
| Oris (Eyrs)           | San Remigio                        | Lasa     | Oris               | 837         |     |
| Tanas (Tanas)         | Sacro Cuore di Gesù                | Lasa     | Tanas              | 161         |     |
| Tarres (Tarsch)       | Arcangelo Michele                  | Laces    | Tarres             | 670         |     |

### Decanato di Terlano-Meltina
Comprende le parrocchie dei comuni di Andriano, Gargazzone, Meltina, Nalles, Terlano e Verano e della frazione Valas di San Genesio Atesino. La popolazione del territorio ammonta a 11.717 unità.
| Parrocchia               | Patrono             | Comune              | Frazione/Quartiere | Popolazione | Web |
| ------------------------ | ------------------- | ------------------- | ------------------ | ----------- | --- |
| Terlano (Terlan)         | Santa Maria Assunta | Terlano             | Terlano            | 2.525       |     |
| Andriano (Andrian)       | San Valentino       | Andriano            | Andriano           | 1.030       |     |
| Gargazzone (Gargazon)    | Sacro Cuore di Gesù | Gargazzone          | Gargazzone         | 1.672       |     |
| Meltina (Mölten)         | Santa Maria Assunta | Meltina             | Meltina            | 1.654       |     |
| Nalles (Nals)            | Sant'Udalrico       | Nalles              | Nalles             | 1.820       |     |
| Settequerce (Siebeneich) | Sacro Cuore di Gesù | Terlano             | Settequerce        | 984         |     |
| Valas (Flaas)            | San Sebastiano      | San Genesio Atesino | Valas              | 305         |     |
| Verano (Vöran)           | San Nicolò          | Verano              | Verano             | 934         |     |
| Vilpiano (Vilpian)       | San Giuseppe        | Terlano             | Vilpiano           | 793         |     |

### Decanato di Tures
Comprende le parrocchie dei comuni di Campo Tures, Gais, Predoi, Selva dei Molini e Valle Aurina. La popolazione del territorio ammonta a 16.196 unità.
| Parrocchia                                      | Patrono                       | Comune           | Frazione/Quartiere | Popolazione | Web |
| ----------------------------------------------- | ----------------------------- | ---------------- | ------------------ | ----------- | --- |
| Campo Tures (Sand in Taufers im Pustertal)      | Santa Maria Assunta           | Campo Tures      | Campo Tures        | 4.110       |     |
| Acereto (Ahornach)                              | Sant'Anna                     | Campo Tures      | Acereto            | 600         |     |
| Cadipietra (Steinhaus)                          | Santa Maria di Loreto         | Valle Aurina     | Cadipietra         | 884         |     |
| Gais (Gais)                                     | San Giovanni evangelista      | Gais             | Gais               | 1.963       |     |
| Lappago (Lappach)                               | Sant'Agnese                   | Selva dei Molini | Lappago            | 381         |     |
| Lutago (Luttach)                                | San Sebastiano                | Valle Aurina     | Lutago             | 1.150       |     |
| Predoi (Prettau)                                | San Valentino                 | Predoi           | Predoi             | 600         |     |
| Riobianco (Weißenbach)                          | San Giacomo Maggiore apostolo | Valle Aurina     | Riobianco          | 576         |     |
| Riomolino (Mühlbach)                            | Santi ausiliatori             | Gais             | Riomolino          | 146         |     |
| Riva di Tures (Rein)                            | San Volfgango                 | Campo Tures      | Riva di Tures      | 365         |     |
| San Giacomo in Valle Aurina (St. Jakob in Ahrn) | San Giacomo Maggiore apostolo | Valle Aurina     | San Giacomo        | 789         |     |
| San Giovanni (St. Johann in Ahrn)               | San Giovanni Battista         | Valle Aurina     | San Giovanni       | 1.906       |     |
| San Pietro in Valle Aurina (St. Peter in Ahrn)  | San Pietro apostolo           | Valle Aurina     | San Pietro         | 587         |     |
| Selva dei Molini (Mühlwald)                     | Santa Geltrude                | Selva dei Molini | Selva dei Molini   | 1.086       |     |
| Villa Ottone (Uttenheim)                        | Santa Margherita              | Gais             | Villa Ottone       | 1.053       |     |

### Decanato Val Badia
Comprende le parrocchie dei comuni di Badia, Corvara in Badia, La Valle, Marebbe e San Martino in Badia. La popolazione del territorio ammonta a 10.669 unità.
| Parrocchia                                                    | Patrono                           | Comune               | Frazione/Quartiere   | Popolazione | Web |
| ------------------------------------------------------------- | --------------------------------- | -------------------- | -------------------- | ----------- | --- |
| Badia (Abtei, Badia)                                          | Santi Giacomo apostolo e Leonardo | Badia                | Badia                | 1.371       |     |
| Antermoia (Untermoi, Antermëia)                               | Sant'Antonio abate                | San Martino in Badia | Antermoia            | 334         |     |
| Colfosco (Kolfuschg, Calfosch)                                | San Vigilio                       | Corvara in Badia     | Colfosco             | 529         |     |
| Corvara in Badia (Corvara, Corvara)                           | Sacro Cuore di Gesù               | Corvara in Badia     | Corvara in Badia     | 806         |     |
| La Valle (Wengen, La Val)                                     | San Genesio                       | La Valle             | La Valle             | 1.300       |     |
| La Villa (Stern, La Ila)                                      | Santa Maria Assunta               | Badia                | La Villa             | 1.164       |     |
| Longiarù (Campill, Lungiarü)                                  | Santa Lucia                       | San Martino in Badia | Longiarù             | 592         |     |
| Pieve di Marebbe (Enneberg, La Plì de Mareo)                  | Maria del Buon Consiglio          | Marebbe              | Pieve di Marebbe     | 840         |     |
| Rina (Welschellen, Rina)                                      | Santi Pietro e Paolo apostoli     | Marebbe              | Rina                 | 465         |     |
| San Cassiano (St. Kassian,San Ciascian)                       | San Cassiano                      | Badia                | San Cassiano         | 850         |     |
| San Martino in Badia (St. Martin in Thurn, San Martin de Tor) | Santi Giovanni Battista e Martino | San Martino in Badia | San Martino in Badia | 808         |     |
| Marebbe (Enneberg, Al Plan de Mareo)                          | San Vigilio                       | Marebbe              | San Vigilio          | 1.610       |     |

### Decanato Val Gardena
Comprende le parrocchie dei comuni di Ortisei, Santa Cristina Valgardena e Selva di Val Gardena e della frazione Bulla di Castelrotto. La popolazione del territorio ammonta a 10.392 unità.
| Parrocchia                                     | Patrono                                          | Comune                    | Frazione/Quartiere        | Popolazione | Web |
| ---------------------------------------------- | ------------------------------------------------ | ------------------------- | ------------------------- | ----------- | --- |
| Ortisei (St. Ulrich, Urtijëi)                  | Epifania del Signore                             | Ortisei                   | Ortisei                   | 5.200       |     |
| Bulla (Pufels, Bula)                           | San Leonardo                                     | Castelrotto               | Bulla                     | 662         |     |
| Santa Cristina (St. Christina, Santa Crestina) | Santi Antonio abate e Cristina vergine e martire | Santa Cristina Valgardena | Santa Cristina Valgardena | 2.300       |     |
| Selva di Val Gardena (Wolkenstein, Sëlva)      | Santa Maria Assunta                              | Selva di Val Gardena      | Selva di Val Gardena      | 2.230       |     |

### Decanato di Vipiteno
Comprende le parrocchie dei comuni di Brennero, Campo di Trens, Racines, Val di Vizze e Vipiteno. La popolazione del territorio ammonta a 18.447 unità.
| Parrocchia                     | Patrono                              | Comune         | Frazione/Quartiere | Popolazione | Web |
| ------------------------------ | ------------------------------------ | -------------- | ------------------ | ----------- | --- |
| Vipiteno (Sterzing)            | Natività di Maria                    | Vipiteno       | Vipiteno           | 7.633       |     |
| Brennero (Brenner)             | Santi Valentino e Maria della Strada | Brennero       | Brennero           | 271         |     |
| Colle Isarco (Gossensaß)       | Immacolata Concezione                | Brennero       | Colle Isarco       | 1.402       |     |
| Fleres (Pflersch)              | sant'Antonio abate                   | Brennero       | Fleres             | 441         |     |
| Mareta (Mareit)                | San Pancrazio                        | Racines        | Mareta             | 1.609       |     |
| Mules (Mauls)                  | Sant'Osvaldo re                      | Campo di Trens | Mules              | 582         |     |
| Novale (Ried)                  | santo Stefano                        | Vipiteno       | Novale             | 166         |     |
| Prati (Wiesen)                 | Santa Croce                          | Val di Vizze   | Prati              | 1.708       |     |
| Racines (Ratschings)           | Sant'Andrea apostolo                 | Racines        | Racines            | 340         |     |
| Ridanna (Ridnaun)              | San Giuseppe                         | Racines        | Ridanna            | 876         |     |
| Stilves (Stilfes)              | San Pietro apostolo                  | Campo di Trens | Stilves            | 888         |     |
| Telves (Telfes)                | San Vito                             | Racines        | Telves di Sopra    | 420         |     |
| Trens (Trens)                  | Assunzione di Maria                  | Campo di Trens | Trens              | 1.040       |     |
| Valgiovo (Jaufental)           | Sant'Orsola                          | Racines        | Valgiovo           | 429         |     |
| Vizze di Dentro (Innerpfitsch) | San Giacomo Maggiore apostolo        | Val di Vizze   | Vizze di Dentro    | 279         |     |
| Vizze di Fuori (Außerpfitsch)  | San Nicolò                           | Val di Vizze   | Vizze di Fuori     | 363         |     |